# Богоявленка (Тамбовская область)
Богоявленка — исчезнувшая деревня в Рассказовском районе Тамбовской области России. Территория деревни частично находится в черте села Липовка Верхнеспасского сельсовета.

## География
Находилась в центральной части региона, в лесостепной зоне, в пределах Тамбовской равнины, на берегах реки Лесной Тамбов и при Мокром овраге, между селениями Липовка и Александровка.

### Климат
Климат характеризуется как умеренно континентальный, с относительно жарким летом и холодной продолжительной зимой. Среднегодовая температура воздуха — 5,4 °С. Средняя температура воздуха самого тёплого месяца (июля) — 19,9 °C (абсолютный максимум — 38,4 °С); самого холодного (января) — −10 °C (абсолютный минимум — −36,9 °С). Безморозный период длится 145—155 дней. Длительность вегетационного периода составляет 180—185 дней Среднегодовое количество атмосферных осадков составляет 525 мм, из которых 342 мм выпадает в период с апреля по октябрь. Снежный покров образуется в последней декаде ноября — начале декабря и держится в течение 125—130 дней.

## Топоним
Известна была как Богоявленские выселки.

## История
В 1862 года деревня являлась владельческой, при 35 дворах жили 312 человек
По данным Всесоюзной переписи 1926 года в деревне насчитывала 101 двор и 532 жителя.

### Административно-территориальная принадлежность
В 1923 году входила в Богословскую волость.
К 1926 году входила в Рассказовскую волость.
В 1932 году входила в Липовский сельсовет.

## Население
В 1862 года насчитывалось 35 дворов с населением мужского пола — 155, женского — 157..
К 1914 году 512 жителей, из них мужского пола — 250, женского пола — 262 (Адрес-календарь и справочная книжка Тамбовской губернии 1914 г., стр. 284—285). Относилась к церковному приходу села Алексеевки. В деревне промышляли вязанием шерстяных платков, носков, варежек, перчаток.
По данным Всесоюзной переписи 1926 года деревня насчитывала 101 двор с населением мужского пола — 244, женского 2882. Всего 532 жителя. .
В 1932 году — 547 человек.